# Microhyla mukhlesuri
Espèce
Microhyla mukhlesuri est une espèce d'amphibiens de la famille des Microhylidae.

## Répartition
Cette espèce est endémique du district de Chittagong au Bangladesh.

## Publication originale
- Hasan, Islam, Kuramoto, Kurabayashi & Sumida, 2014 : Description of two new species of Microhyla (Anura: Microhylidae) from Bangladesh. Zootaxa, no 3755, p. 401–408.